# Gösta Runö
Gösta Runö (n. 9 decembrie 1896, Stockholm, Suedia-Norvegia – d. 19 noiembrie 1922, Linköping, Suedia) a fost un sportiv ce a reprezentat Suedia, medaliat olimpic. A participat la o ediție a Jocurilor Olimpice (1920) în care a câștigat o medalie de bronz.

## Participări
Lista de mai jos prezintă principalele competiții la care a participat Gösta Runö de-a lungul carierei.
- moderne vijfkamp op de Olympische Zomerspelen 1920[*]